# Nguyễn Linh Na
Nguyễn Linh Na (* 20. September 1997) ist eine vietnamesische Leichtathletin, die sich auf den Siebenkampf spezialisiert hat.

## Sportliche Laufbahn
Erste Erfahrungen bei internationalen Wettbewerben sammelte Nguyễn Linh Na im Jahr 2016, als sie bei den Juniorenasienmeisterschaften in der Ho-Chi-Minh-Stadt mit 4564 Punkten die Bronzemedaille im Siebenkampf gewann. 2022 startete sie bei den Südostasienspielen in Hanoi und siegte dort mit neuen vietnamesischen Landesrekord von 5415 Punkten und im Jahr darauf verteidigte sie mit 5403 Punkten ihren Titel bei den Südostasienspielen in Phnom Penh.
In den Jahren 2017, 2020 und 2021 wurde Nguyễn vietnamesische Meisterin im Siebenkampf.

## Persönliche Bestleistungen
- Siebenkampf: 5440 Punkte, 15. Dezember 2022 in Hanoi (vietnamesischer Rekord)